# Історичні пам'ятки Денфен
Історичні пам'ятки Денфен у «Центрі Неба та Землі» (кит. 登封“天地之中”历史建筑群, пін. Dēngfēng "tiāndì zhī zhōng" lìshǐ jiànzhú qún) — колективна історична пам'ятка, що складається з 9 споруд і 1 архітектурного комплексу різної спрямованості (релігійні храми, наукові і навчальні установи) в китайській провінції Хенань. Включено до списку Світової спадщини ЮНЕСКО у 2010 році.

## Опис
Розташовані неподалік міста Денфен (кит.: 登封) та біля підніжжя однієї з п'яти священних гір Китаю — Суншань (кит.: 嵩山). У перелік об'єктів входять: вежі Тайші, храм Чжун'юе, архітектурний комплекс монастиря Шаолінь, вежі Шаоші, вежі Ціму, пагода Сун'юе, храм Хуейшань, будівля Академії Сун'ян, вежа Чжоугун («Сонячний годинник»), астрономічна обсерваторія Ґаочен.
«Центр Неба і Землі» втілює давню космологічну ідею про те, що світ — плаский, а Китай перебуває в центрі світу, а серце Китаю лежить на Центральній рівнині. Храм Чжун'юе, що нараховує більше ніж 2100 років, є важливим центром даосизму. Це найбільший древній діючий комплекс у країні.

## Історія
Більшість цих будівель зведено в довгий проміжок часу, що розтягнувся у 2000 років. За легендами, навколо священної гори Суншань почалися селитися китайці ще за часів Великого Юя з династії Ся. Втім, найстаріша з наявних будівель зведена у 118 році н. е. (брама храму Небес). У 484 році з'явилася академія Сун'ян, наприкінці XIII ст. була побудована астрономічна обсерваторія. Це найраніша обсерваторія Китаю. Працював тут відомий астроном Ґо Шоуцзін, що створив найпередовіший у світі календар, обчисливши, що земний рік дорівнює 365 дням, 5 годинам, 49 хвилинам і 12 секундам. Це всього лише на 26 секунд відрізняється від значення, встановленого сучасною наукою.
Значна їх частина зазнала пожеж і руйнувань, після чого будівлі були відреставровані у XVII—XVIII ст.